# Centrale nucleare di Bilibino
La centrale nucleare di Bilibino (in russo Билибинская АЭС) è una centrale nucleare russa situata a Bilibino, nel Circondario autonomo della Čukotka Estremo Oriente della Russia, è l'impianto più piccolo e più a nord al mondo. È composto da 4 reattori per complessivi 44 MW di tipologia EGP-6. Se ne prevede la sostituzione con la Akademik Lomonosov.